# Araceli Ocampo Manzanares
Araceli Ocampo Manzanares (15 de octubre de 1972) es una política mexicana, miembro del partido Movimiento Regeneración Nacional (Morena). Fue elegida diputada federal para el periodo de 2018 a 2021 y reelegida al mismo cargo para el de 2021 a 2024.

## Biografía
Es licenciada en Derecho y perito técnico en Criminalística. Antes de iniciar su carrera política laboró en Grupo Financiero Inbursa.
Miembro de Morena desde 2015; dicho año fue por primera ocasión candidata a diputada federal por el Distrito 2 de Guerrero, en la que no logró el triunfo que correspondió a su competidor del PRI, Salomón Majul González y en que quedó en quinto lugar de las preferencias electorales. De 2015 a 2018 fue integrante de la comisión de ética partidaria y consejera estatal de Morena en Guerrero.
En 2018 fue nuevamente candidata a diputada federal por el Distrito 2, esta vez por la coalición Juntos Haremos Historia, logrando el triunfo, para la LXIV Legislatura que concluyó en 2021. En la legislatura fue secretaria de la comisión de Gobernación y Población; e integrante de las comisiones de Pueblos Indígenas; de Trabajo y Previsión Social; y, de Economía Social y Fomento del Cooperativismo.
En 2021 fue postulada a la reelección por su mismo distrito como candidata de Morena. Logró nuevamente la victoria, para la LXV Legislatura que concluyó en 2024 y en la que ocupó los cargos de secretaria de la comisión de Trabajo y Previsión Social; e integrante de las comisiones de Juventud; de Pesca; de Pueblos Indígenas y Afromexicanos; de Derechos de la Niñez y Adolescencia; de Federalismo y Desarrollo Municipal; de Movilidad; y, de Radio y Televisión.